# Lame (Préhistoire)
Pour les articles homonymes, voir Lame.

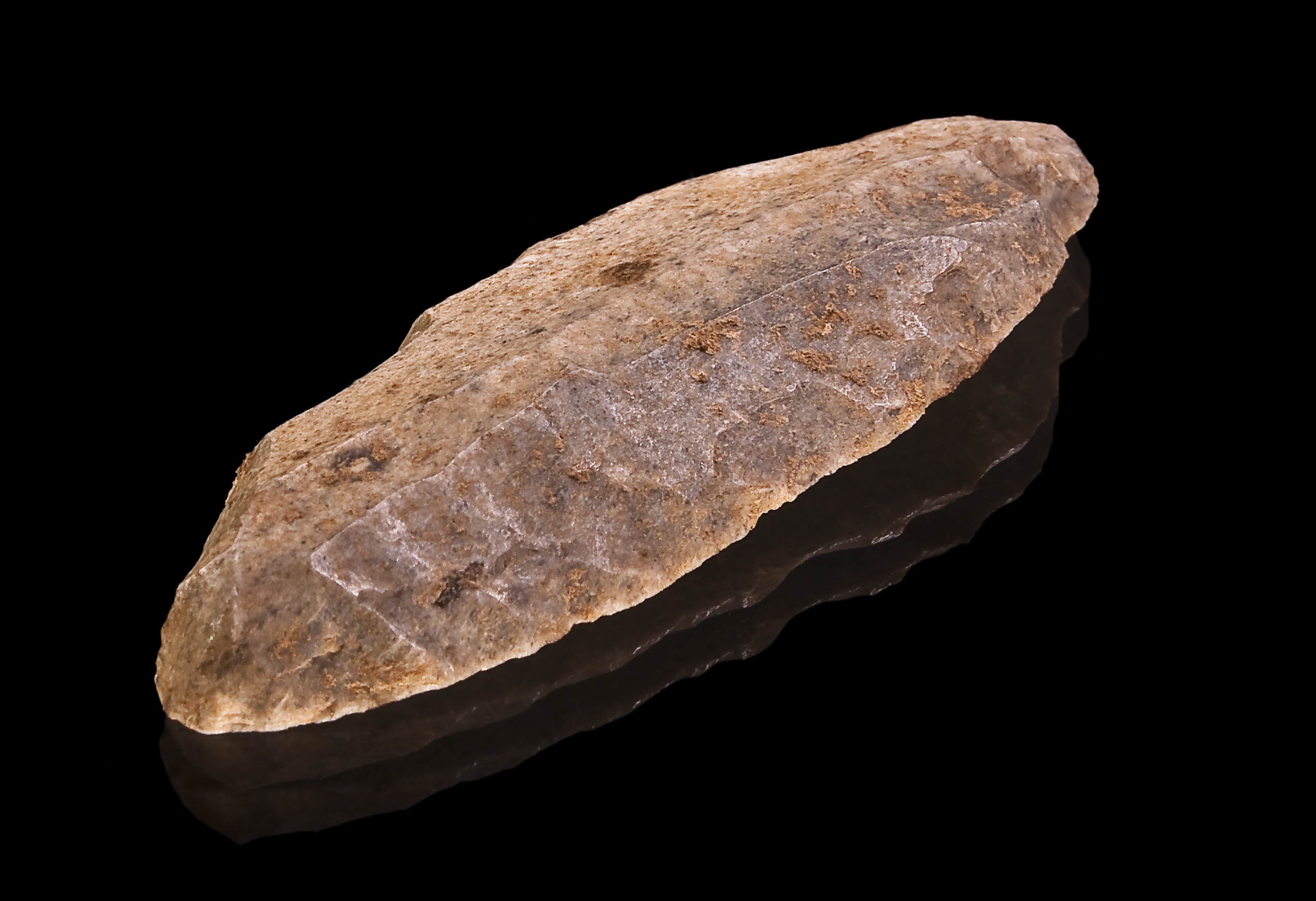
Lame à retouches continues sur deux bords en silex - Aurignacien - Muséum de Toulouse

Dans le cadre de l'étude des  industries lithiques, le mot lame désigne un éclat allongé et produit de manière récurrente dans le cadre d'un débitage laminaire.

## Critères de reconnaissance
Conventionnellement, la longueur d'une lame doit égaler ou excéder le double de la largeur. Une lame doit aussi présenter des caractéristiques indiquant une certaine récurrence lors de sa production (négatifs antérieurs d'enlèvements de même direction sur la face supérieure, par exemple).

## Technique de production
En Europe, ces produits allongés font leur apparition au Paléolithique moyen dans certaines industries  moustériennes où ils sont détachés par percussion directe au percuteur dur, de nucléus prismatiques pouvant être préparés par l'aménagement de crêtes.[réf. nécessaire]
Ils se généralisent au Paléolithique supérieur, avec le phénomène de leptolithisation[Quoi ?], où ils sont détachés par percussion directe au percuteur tendre à partir de nucléus prismatiques souvent préparés par crêtes.[réf. nécessaire]
En Europe, le Châtelperronien est la première culture voyant se généraliser le débitage de lames. 

Les Protoaurignaciens, Aurignaciens, Solutréens et Badegouliens ont des lamelles à dos mais pas de lames à dos. Par contre Châtelperroniens, Gravettiens, Magdaléniens et Aziliens ont des lames et des lamelles à dos.
Les lames peuvent être utilisées brutes (sans retouche postérieure à leur détachement du nucléus) ou être retouchées pour obtenir différents outils : grattoirs, burins, pointes à cran, etc.

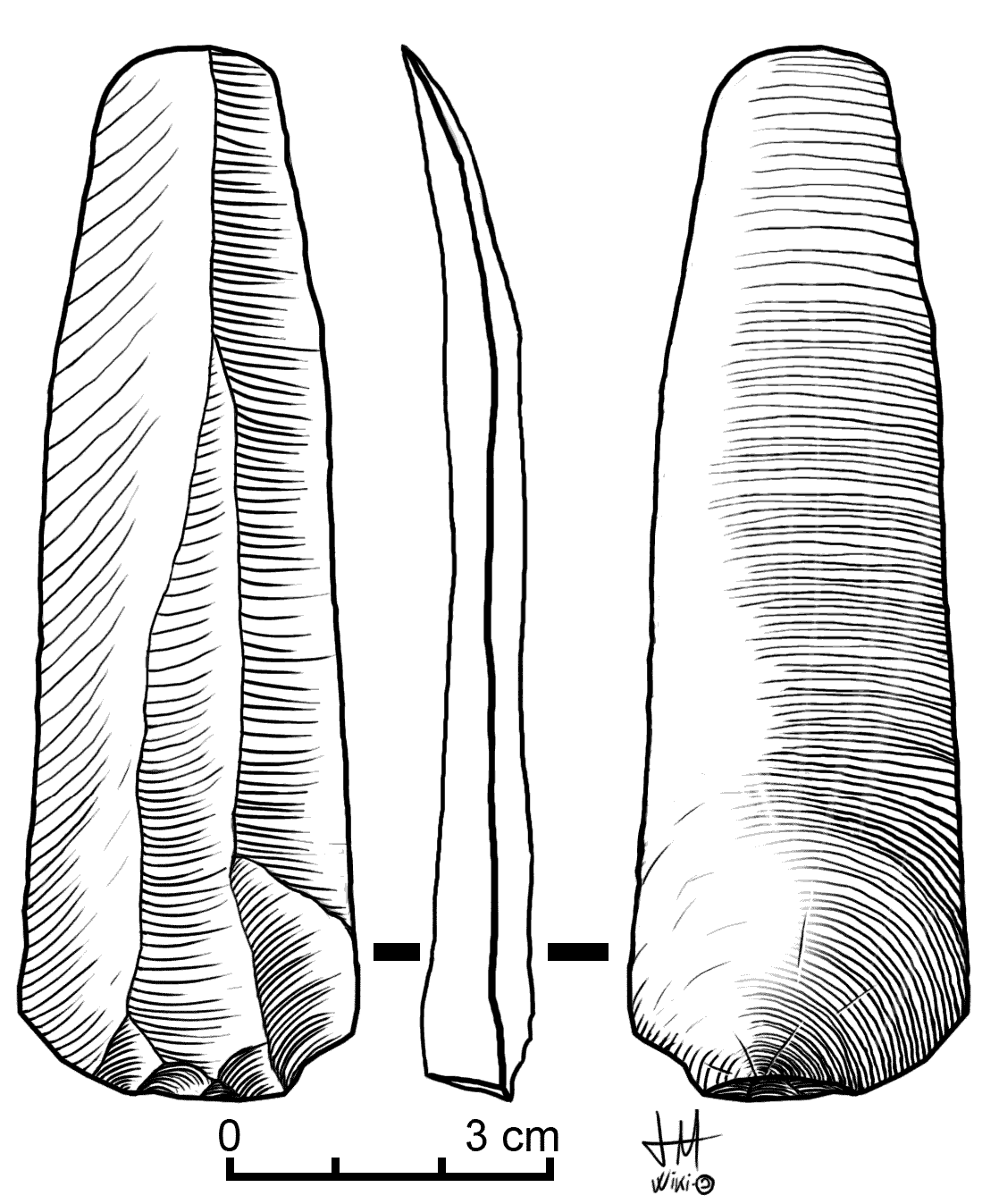
Lame brute en silex
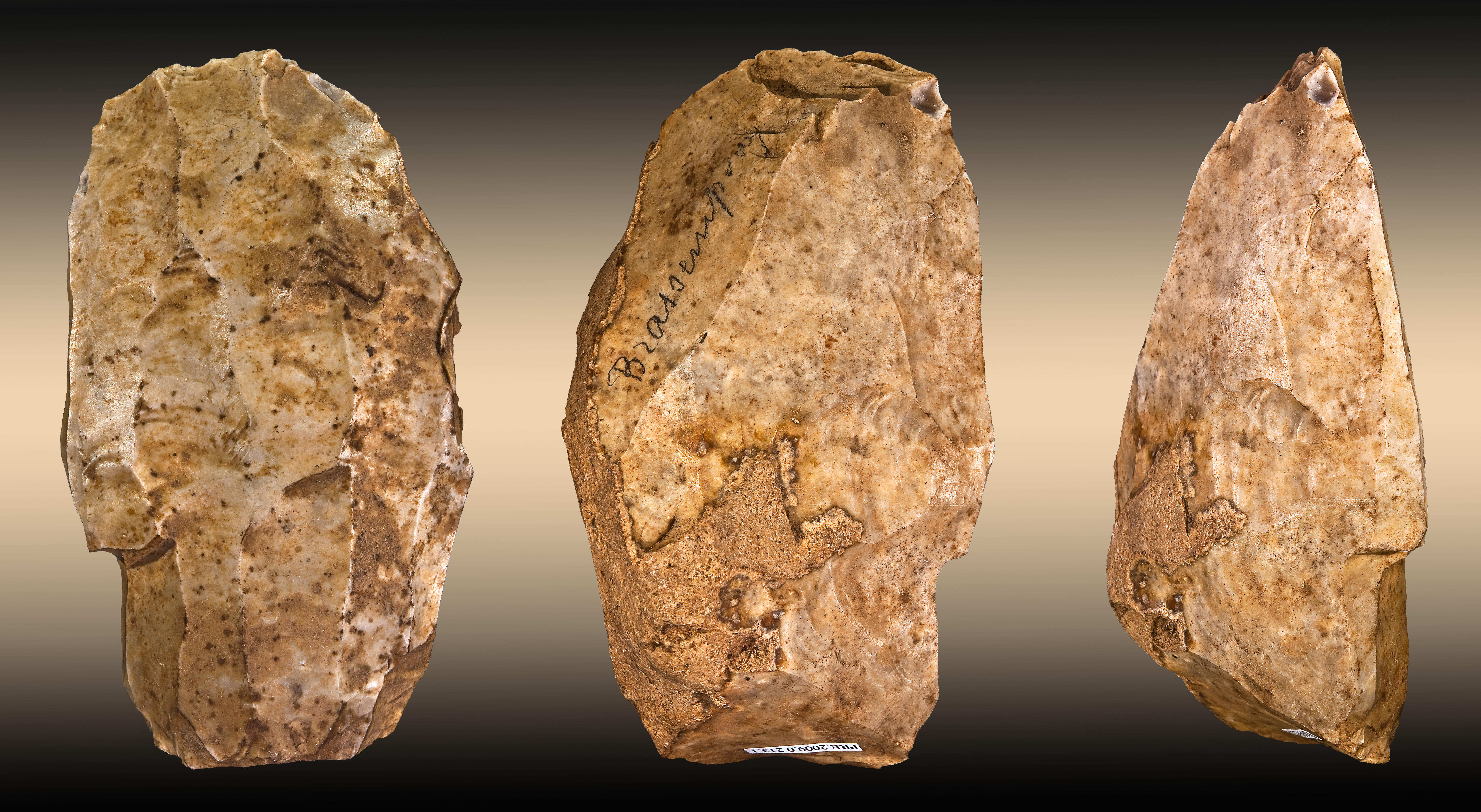
Nucléus en silex pour débitage laminaire – Paléolithique supérieur  – Brassempouy - Muséum de Toulouse
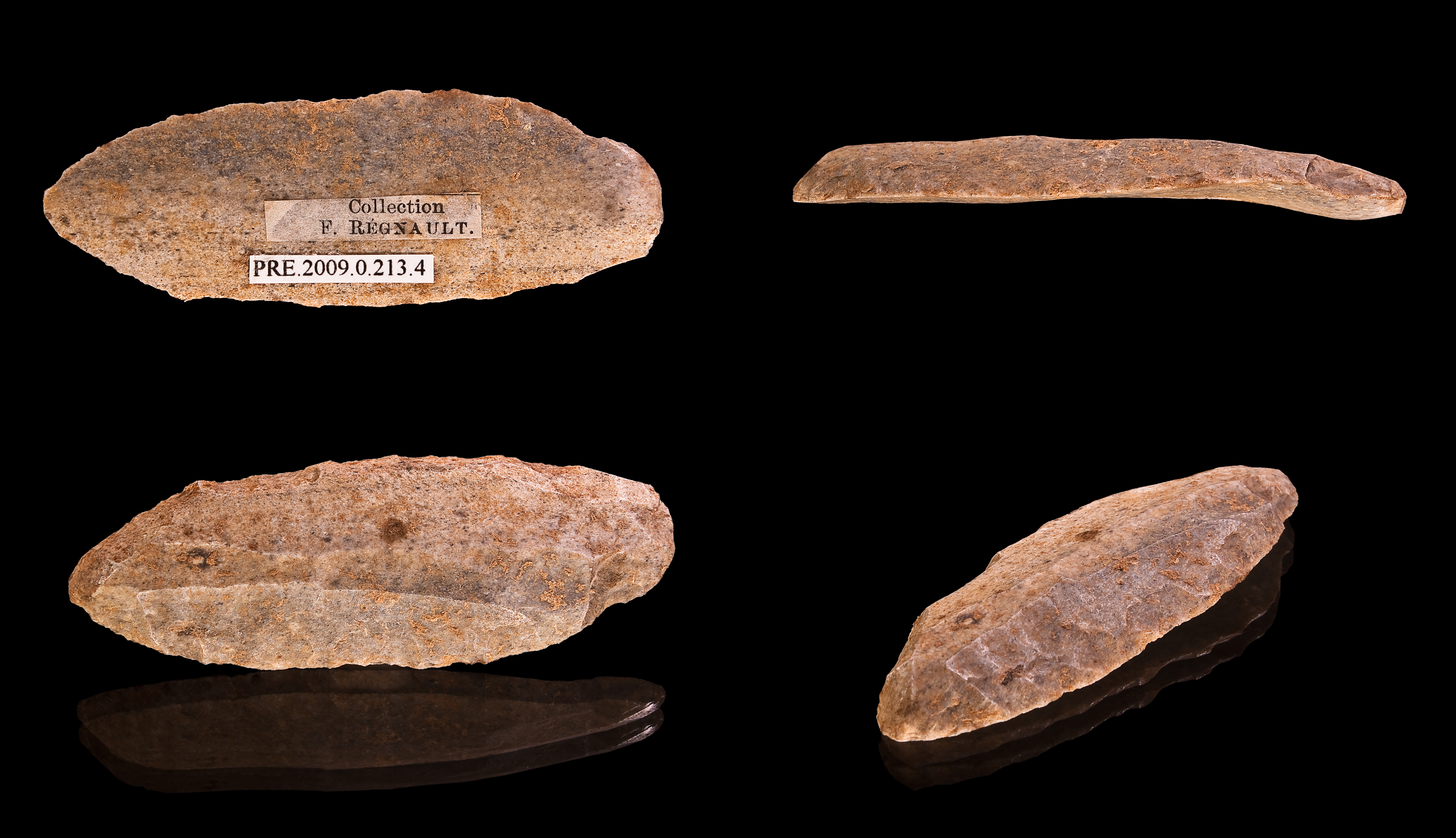
Lame Paléolithique supérieur  – Brassempouy - Muséum de Toulouse